# Luca de Santis
Pour les articles homonymes, voir De Santis.
Luca de Santis (né en 1978 à Campobasso) est un scénariste de bande dessinée et essayiste italien. Il est spécialiste de culture gay.

## Biographie
En 2010 est publiée sa BD En Italie, il n'y a que des vrais hommes, réalisée avec l'italienne Sara Colaone. Inspiré d'une enquête de 1987, l'ouvrage s'intéresse au traitement des personnes homosexuelles dans l'Italie fasciste, à leur déportation et leur confinement, à la fin des années 1930, dans des lieux écartés, dont des îles du pays.

## Récompense
- 2009 : Prix Micheluzzi de la meilleure bande dessinée pour En Italie, il n'y a que des vrais hommes (avec Sara Colaone)

## Publications en français
- En Italie, il n'y a que des vrais hommes[1], avec Sara Colaone, Dargaud, 2010  (ISBN 978-2-505-00797-5).
- Leda Rafanelli : La gitane anarchiste, avec Francesco Satta et Sara Colaone, Steinkis, 2018  (ISBN 978-2-368-46173-0).
- Ariston Hotel, avec Sara Colaone, Ici-Meme, 2019  (ISBN 9782369120520)
- Au pays des vrais hommes, avec Sara Colaone, Ici-Meme, 2019  (ISBN 978-2369120612)
- Georgia O'Keeffe, amazone de l'art moderne, avec Sara Colaone, Steinkis, 2021  (ISBN 978-2368465042)